# Emirates Office Tower
Emirates Office Tower er en skyskraber i Dubai i de Forenede Arabiske Emirater
Bygningen er 354 meter høj og har 56 etager. Den er pr. januar 2008 verdens 12. højeste bygning.
Nedenfor bygningen er der en boulevard, og på den anden siden af den ligger Emirates Towers Hotel. Disse to bygninger bliver kaldt Emirates Towers.